# 异色刺皮耳
异色刺皮耳（学名：Heterochaete discolor）是属于银耳目银耳科刺皮耳属的一种真菌，其种加词“discolor”意为“异色的”。群生于阔叶树枯枝上。该种分布于中国、印度尼西亚、菲律宾、斯里兰卡。

## 异名
- Kneiffia discolor Berk. & Broome
- Kneiffiella discolor (Berk. & Broome) Henn.